# Andrés García Camba
Andrés García Camba y de las Heras (Monforte de Lemos, Lugo, 1793 – Madrid, 1861) fue un militar, político y escritor español, natural de Galicia. Las memorias que escribió sobre su actuación en la guerra de la Independencia del Perú ha sido una fuente muy recurrida por los historiadores.

## Biografía
Nacido en 1793 en Monforte de Lemos, localidad lucense, optó por la carrera militar. Cadete en febrero de 1810, ese mismo año ascendió a alférez de caballería en campaña. Luchó en la guerra contra los invasores franceses.

### América
En 1816 pasó a América en la expedición de Pablo Morillo como ayudante mayor en el Escuadrón de Húsares de Fernando VII. Llegó al Perú vía Panamá. Fue destinado al Alto Perú y ascendido a capitán; tomó parte en la campaña de Salta y otras acciones realizadas en esa región bajo el comando del general José de la Serna. El virrey Joaquín de la Pezuela lo llamó a Lima y lo nombró comandante del segundo Escuadrón de Dragones del Perú (1818). En 1820 dirigió al virrey Joaquín de la Pezuela un escrito en el que directamente criticaba su conducta, considerándola apática, entre otras objeciones; al mismo tiempo le daba consejos que, según su opinión, debía seguir. Dicho escrito, denominado vulgarmente “plan de García Camba” tuvo bastante circulación en Lima, sin que el virrey tomara medidas represivas.
García Camba pertenecía a una logia liberal de oficiales del Ejército español, que reunía a los que habían arribado a América después de 1816 y luchado en el Alto Perú, entre ellos José de la Serna y Jerónimo Valdés. Muy críticos del virrey Pezuela, su acción conspirativa, sumada a la cadena de reveses que sufrió el poder español por obra de los patriotas, desembocaron en el motín de Aznapuquio, que fue un golpe de Estado de los oficiales españoles contra la autoridad virreinal. García Camba y el teniente coronel Seoane redactaron el documento mediante el cual se intimó a renunciar a Pezuela a favor del general La Serna (1821).
Ascendido a brigadier, tomó parte en las últimas campañas libradas en el Perú por los españoles. Estuvo en la campaña de Ica, distinguiéndose en la batalla de la Macacona (1822) que fue un desastre para las armas patriotas; luego en las batallas de Torata y Moquegua (1823) como jefe de Estado Mayor de Jerónimo Valdés. Por último, estuvo en la batalla de Ayacucho (1824), donde mandó una brigada de la caballería española.

### Regreso a la península
Tras la Capitulación de Ayacucho fue enviado de retorno a España vía el océano Pacífico; desembarcado por la tropa indisciplinada en las islas Marianas, logró llegar más tarde a Manila, en las Filipinas (1825), que entonces estaba bajo poder español. Allí sirvió de mayor general, subinspector de Infantería y Caballería, entre otros cargos.
Regresó a España en 1835, al ser elegido procurador en Cortes por Manila. Ascendido a mariscal de campo, obtuvo la Gran Cruz de San Hermenegildo (1836). En agosto de 1836 fue nombrado ministro interino de la Guerra, y simultáneamente, de Marina. En octubre de 1836 fue elegido diputado por Lugo para las Cortes Constituyentes de 1836-1837.

### Filipinas
En noviembre de 1836 fue nombrado capitán general de Filipinas. Desembarcó en Manila el 24 de agosto de 1837 y desempeñó el cargo hasta el 29 de diciembre de 1838. En los dieciséis meses que estuvo en el mando, propuso mejoras muy necesarias y radicales. Comprendiendo los males inmensos que trae a la sociedad la tardanza en la tramitación de la justicia, dio reglas referentes á la Administración de Justicia, Autos acordados, Reglamento de vagos, mandó formar una Ordenanza de Buen Gobierno y propuso la reforma de las Leyes de Indias.
Pidió y obtuvo noticias para concluir con los piratas moros, y evitar que las rancherías de infieles fuesen guarida de malhechores.

### Senador y capitán general
De regreso a España, fue elegido senador por Valencia, cargo que juró el 8 de octubre de 1839. Fue nombrado capitán general de las Provincias Vascongadas (1840). Perteneció al grupo de los ayacuchos, facción política integrada por sus antiguos camaradas de la guerra en el Perú, que se hizo famosa por sus pugnas por el poder. Al hacerse cargo Espartero de la Regencia de España durante la minoría de edad de Isabel II, desempeñó como ministro de Marina, Comercio y Ultramar (desde el 21 de mayo de 1841 hasta el 25 de mayo de 1842).
En 1843 fue capitán general de Galicia. El 5 de mayo de 1847 fue ascendió a teniente general de Caballería. Nombrado senador vitalicio, juró el cargo el 18 de marzo de 1853. El 1 de agosto de 1854 fue nombrado capitán general de Baleares, pero no pudo tomar posesión por la dispepsia que padecía.

### Puerto Rico
El 17 de octubre de 1854 fue nombrado capitán general de Puerto Rico y tomó posesión el 31 de enero de 1855, cargo del que fue destituido pocos meses después, tras una sublevación de los militares en San Juan de Puerto Rico.

## Distinciones
Obtuvo, además, otros puestos y distinciones, entre los que es obligado mencionar: vocal de la Junta consultiva (1858), consejero de Estado por la sección de Ultramar (1858), caballero de Santiago, individuo de las Sociedades Económicas de Manila, La Habana, Lugo y Constantina, corresponsal del Instituto de Washington y consejero del Banco de España. Falleció en Madrid en 1861.

## Obras y escritos diversos
Publicó los siguientes documentos:
- Apunte para la historia de la revolución del Perú, sacada de los trabajos del Estado Mayor del ejército de operaciones (Lima, 1824)
- Campaña en las costas de la Argentina: terminada por la batalla de Moquehúa el 21 de enero de 1823 (Lima, 1824)
- Carta ... al comandante Ignacio Ninavilca al servicio de las armas del Perú (Trujillo, 1824).
- Filipinas y su representación en Cortes (Madrid, 8 de febrero de 1836)
- Exposición del estado actual de las dependencias del Ministerio de la Guerra leída a las Cortes en 1836 (Madrid, 1836).
- Los diez y seis meses de mando superior de Filipinas (Cádiz, 1839), memorias de su mandato en Filipinas.
- Memorias para la historia de las armas españolas en el Perú [1916], Madrid.  (Madrid, 1846, en dos volúmenes) es una obra de mucho interés para conocer la guerra de la independencia peruana desde el punto de vista español, si bien fue escrita con el propósito tácito de encomiar la actuación de los militares españoles en el Perú, llamados despectivamente en España los ayacuchos. En ella justifica el motín de Aznapuquio que depuso al virrey Pezuela así como condena acremente la conducta del general español Pedro Antonio Olañeta. Naturalmente, es una obra parcializada que resalta los excesos del bando patriota mientras silencia por completo los cometidos por los realistas.
- Levantamiento de los artilleros en la isla de Puerto Rico (Madrid, 1855), folleto.

Además, tradujo las Máximas de guerra de Napoleón, de la cuarta edición francesa (Madrid, 1857).
| Predecesor: Pedro Antonio Salazar Castillo y Varona | Gobernador y capitán general de las Filipinas 27 de agosto de 1837 - 29 de diciembre de 1838 | Sucesor: Luis Lardizábal |